# گاوماهی‌های نمادین
گاوماهی‌های نمادین (نام علمی: Gobius) یک سرده از ماهی‌های خانوادهٔ گاوماهیان است که بومی آب‌های شیرین، شور و دریایی اروپا، آفریقا و آسیا و پیرامون آن است. این سرده شامل گاوماهی‌های نمادین است که سردهٔ نماد آن در زیرخانواده قبلی شناخته‌شده Gobiinae و خانواده و سردهٔ همنام از راستهٔ گاوماهی‌سانان است. در حال حاضر 28 گونه شناخته شده در این جنس وجود دارد.

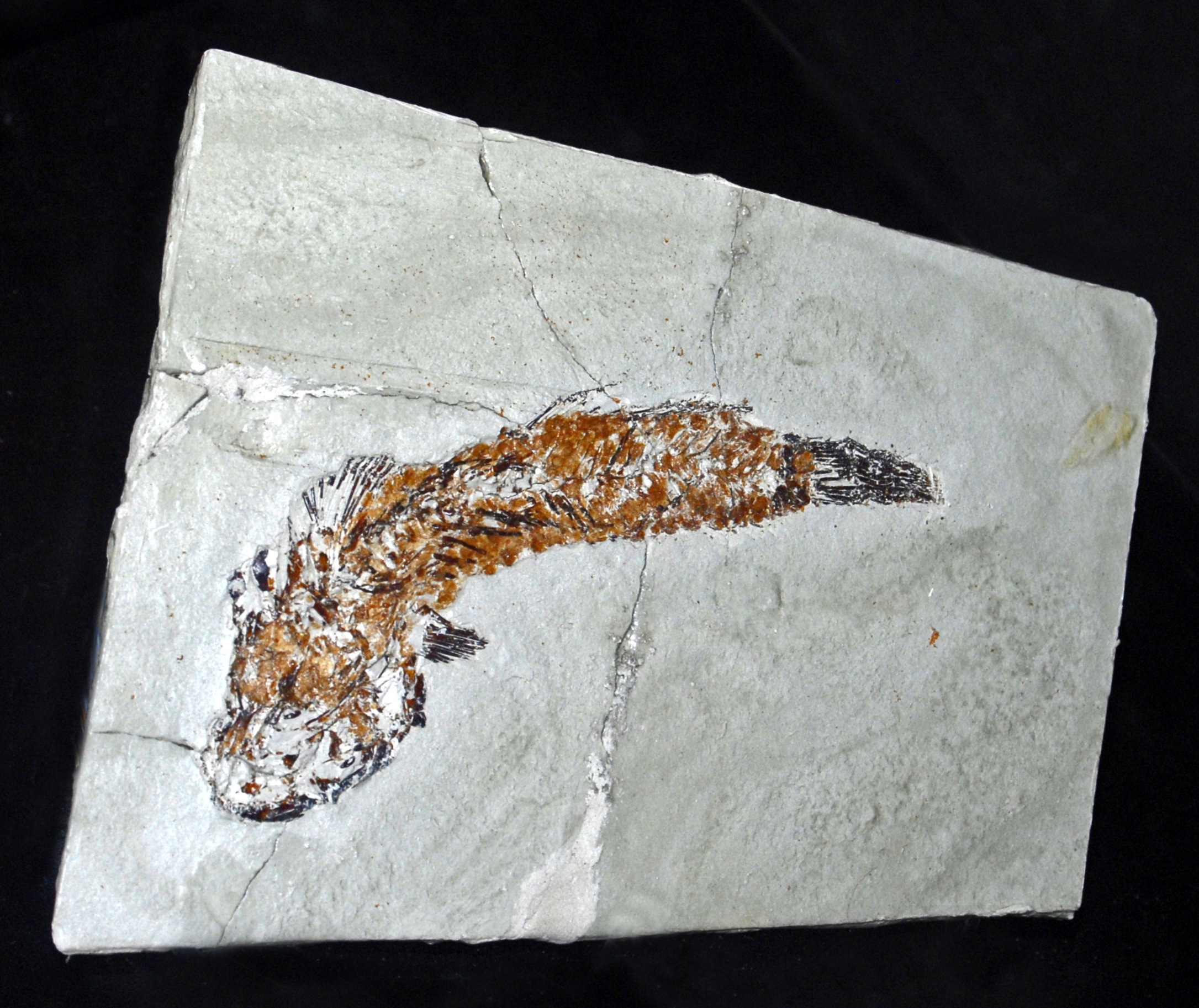
فسیل Gobius ignotus